# Subordination (grammaire)
Pour les articles homonymes, voir Subordination.
En grammaire, la subordination est l’un des rapports syntaxiques. Il s’établit entre deux entités linguistiques ayant des fonctions syntaxiques différentes, dont l’une est déterminée (régissante, noyau, support) et l’autre déterminante (régie, subordonnée, complément),,,,. En tant que rapports syntaxiques il y a encore la coordination et, selon certains linguistes, le rapport de prédication, entre le prédicat et le sujet.
Il peut y avoir subordination à plusieurs niveaux d’extensions différentes : syntagme nominal ou verbal, phrase simple, proposition membre de phrase complexe, phrase complexe,,.
Généralement, on prend en compte en tant qu’entités subordonnées l’épithète et les divers types de termes appelés traditionnellement compléments, ainsi que les propositions subordonnées qui leur correspondent. Dans les grammaires de certaines langues il peut s’agir d’autres entités subordonnées aussi, par exemple en roumain, celle appelée « élément prédicatif supplémentaire ».
Certains grammairiens considèrent comme subordonnée l’apposition aussi. D’autres voient entre l’apposition et le terme auquel elle est associée, un rapport intermédiaire entre subordination et coordination. Selon d’autres encore, l’apposition n’a pas de fonction syntaxique.
Au niveau du syntagme nominal il y a aussi des déterminants (articles et déterminants démonstratif, possessif, numéral, indéfini, interrogatif, exclamatif, relatif) qui sont des termes subordonnés également. Cependant, les articles ne sont pas analysés du point de vue syntaxique mais seulement le groupe qu’ils constituent avec le mot déterminé.

## Degrés de nécessité de l’entité subordonnée
Les entités subordonnées sont nécessaires à des degrés différents. On ne peut pas s’en passer pour former des phrases développées, afin d’émettre des messages nuancés, avec des précisions et des caractérisations, mais du point de vue de la suffisance sémantique d’une phrase, c’est-à-dire pour qu’elle ait un sens même sans contexte, les entités subordonnées peuvent être inutiles. Une phrase simple, constituée d’un sujet et d’un prédicat, comme Lucie réfléchit, est sémantiquement suffisante.
Il y a trois degrés de nécessité concernant les entités subordonnées. Ces degrés dépendent du sens lexical du noyau et de la langue considérée.
1. L’entité subordonnée est obligatoire si sans elle il n’y a pas de syntagme ou de phrase correct(e) :
- complément d'objet direct (COD) :
  - (fr) Maman prépare un gâteau[14] ;
  - (ro) Atunci el spuse o prostie « Alors il dit une bêtise », Atunci spuse că pleacă « Alors il dit qu’il partirait »[15] ;
  - (hu) készít valamit « il/elle prépare quelque chose »[16] ;
  - (cnr) Komšija je prodao kuću « Le voisin a vendu la maison »[17] ;
- autre complément du verbe :
  - (fr) J’habite rue Danton[18] ;
  - (ro) Locuiește aici « Il/Elle habite ici »[19] ;
  - (hu) jártas a biológiában « il/elle s’y connaît en biologie »[16] ;
  - (cnr) Komšija je stanovao na kraju ulice « Le voisin habitait au bout de la rue »[17] ;
- épithète : (cnr) Radimo u nemogućim okolnostima « Nous travaillons dans des circonstances impossibles »[20] ;
- élément prédicatif supplémentaire : (ro) Ea se numește Puica « Elle s’appelle Puica »[21].

2. L’entité subordonnée est représentable si dans certaines circonstances elle peut être omise, mais elle est toujours sous-entendue :
- COD :
  - (fr) On connaît (ça)[14] ;
  - (ro) Am terminat (de scris) « J’ai fini d’écrire »[22] ;
  - (hu) meggyógyít (valakit) « il/elle guérit (quelqu’un) »[23] ;
- autre complément du verbe :
  - (ro) N-am fost (la mare) « Je ne suis pas allé(e) à la mer »[24] ;
  - (hu) hozzáfog (valamihez) « il/elle se met à faire quelque chose »[23].

3. L’entité subordonnée est facultative si on peut l’omettre et qu’il n’est pas nécessaire de la sous-entendre pour que le syntagme ou la phrase soit correct(e) :
- COD :
  - (fr) Pierre mange (une pomme)[25] ;
  - (ro) Citesc (un articol) « Je lis (un article) »[26] ;
  - (hu) A kislány (leckét) ír « La fillette écrit (son devoir)[16] ;
  - (cnr) Pišemo (pisma) « Nous écrivons (des lettres) »[17] ;
- autre complément du verbe :
  - (fr) J’ai déjeuné (d’une tranche de jambon)[27] ;
  - (ro) Scriu (părinților) « J’écris (à mes parents) »[28] ;
  - (hu) (a fűben) fekszik « il/elle est couché(e) (dans l’herbe) »[23] ;
  - (cnr) Kupali su se (cijelo ljeto) « Ils se sont baignés (pendant tout l’été) »[17] ;
- épithète, complément du nom ou proposition équivalente à ceux-ci :
  - (fr) La voiture (électrique) ne pollue pas l’air[29] ;
  - (ro) Și-a pus pantofii (cei noi / pe care îi cumpărase cu o zi înainte) « Il/Elle a mis ses chaussures (neuves / qu’il/elle s’était achetées la veille) »[30] ;
  - (hu) (Sült) kenyeret vettem « J’ai acheté du pain (bien cuit) »[31] ;
  - (cnr) Kupio je kuću (našega komšije) « Il a acheté la maison (de notre voisin) »[20] ;
- élément prédicatif supplémentaire : (ro) A plecat (râzând) « Il/Elle est parti(e) (en riant) »[21].

## Niveaux auxquels il y a subordination
Il y a subordination premièrement au niveau du syntagme nominal ou verbal. Il peut être constitué de deux termes, dont l’un est subordonné à l’autre, mais il peut aussi être question d’un groupe de syntagmes, où l’un des termes est régissant absolu et un ou plusieurs autres sont régissants relatifs par rapport à d’autres termes. Exemples de syntagmes nominaux :
- (fr) mon jeune ami – Le terme régissant ami a deux épithètes qui lui sont subordonnées séparément, le déterminant possessif mon et l’adjectif qualificatif jeune[8].
- (en) all the very big cars « toutes les très grosses voitures » – Very « très » est subordonné à big « grosses », et le groupe all the very big « toutes les très grosses » à cars « voitures »[5].
- (hu) világos szobában dolgozó gyerek « enfant travaillant dans une pièce claire » – Gyerek « enfant » est régissant absolu, dolgozó « travaillant » est son complément déterminatif, szobában « dans une pièce » est le complément circonstanciel de lieu de dolgozó (régissant relatif) et világos « claire » est l’épithète de szobában (régissant relatif à son tour). Chaque terme subordonné forme un syntagme avec son régissant, et le groupe entier forme un syntagme plus grand[7].

Étant donné que les mots composés ont pour base des syntagmes ou des phrases, il y a aussi des mots composés à subordination :
- avec un COD :
  - (fr) portefeuille[32] ;
  - (ro) fluieră-vânt « désœuvré, oisif » (littéralement « siffle-vent »)[33] ;
  - (sr) dangubiti « perdre le temps, paresser » (litt. « perdre la journée »)[34] ;
  - (hu) egyetért « il/elle est d’accord », favágó « bûcheron » (litt. « coupeur de bois »)[35] ;
- avec d’autres compléments du verbe :
  - (fr) meurt-de-faim[32] ;
  - (ro) vino-ncoace « attrait (sexuel) » (litt. « viens-ici »)[33] ;
  - (sr) zloupotrebiti « abuser (de qqch) » (litt. « mal employer »)[34] ;
  - (hu) gyorsúszó « nageur de vitesse », kézenfogva « en se tenant par la main »[35] ;
- avec une épithète ou un complément déterminatif :
  - (fr) coffre-fort[32] ;
  - (ro) floare-de-colț « edelweiss » (litt. « fleur de coin »)[33] ;
  - (sr) malograđanin « provincial, petit bourgeois »[34] ;
  - (hu) ásványvíz « eau minérale »[35].

Dans la phrase simple il y a comme termes principaux le prédicat et le sujet, interdépendants, les autres termes étant secondaires en tant que mots ou syntagmes subordonnés aux termes principaux et, éventuellement, en rapport de subordination ou de coordination entre eux. La phrase complexe à subordonnée(s) est structurée de façon analogue autour de la proposition principale.
En général, dans une phrase simple, un terme est subordonné à un seul autre terme. L’élément prédicatif supplémentaire (ro), par contre, est subordonné à la fois au prédicat et à un autre terme en rapport avec celui-ci. Il exprime une caractéristique ou un procès simultané avec celui du prédicat, qui se réfère au sujet (Ion a venit supărat « Ion est venu fâché »), au COD (L-am auzit râzând « Je l’ai entendu rire ») ou à un autre terme. La double subordination est plus évidente lorsque l’élément prédicatif supplémentaire est exprimé par un adjectif, puisqu’il s’accorde en genre et en nombre avec le terme auquel il se réfère.

## Expression de la subordination
La subordination peut être exprimée par des moyens morphologiques, syntaxiques et prosodiques, parfois par des procédés de deux de ces catégories ou de toutes les trois associés.

### Procédé morphologique
Morphologiquement, la subordination se réalise par des désinences, du moins dans les langues flexionnelles et les langues agglutinantes. Il s’agit de la déclinaison, qui existe à des degrés divers dans les langues flexionnelles, d’un haut degré de développement en latin, par exemple, à pratiquement son absence en français, par exemple. En latin, le COD est exprimé par le cas accusatif. Presque tous les noms ont au singulier la désinence -Vm (V comme voyelle) à ce cas. La même fonction syntaxique est exprimée en hongrois (langue agglutinante) par la désinence -t ajoutée à tous les noms et mots substantivés, ainsi qu’à presque tous les pronoms, tant au singulier qu’au pluriel.

### Procédés syntaxiques
L’un des procédés syntaxiques est la juxtaposition du terme régissant et du terme subordonné. Dans le cas de l’épithète, c’est le procédé général dans toutes les langues mentionnées dans cet article. Le COD exprimé par un nom est également juxtaposé en français (J’aime ma sœur).
Un autre moyen syntaxique de la subordination est la jonction, c’est-à-dire l’association du terme subordonné au terme régissant au moyen d’un mot-outil. Entre termes de la phrase simple, c’est la préposition ou la locution prépositionnelle dans certaines langues, correspondant à la postposition dans d’autres. Dans certaines langues, comme le français, seule la préposition remplit ce rôle, dans d’autres langues, la préposition, respectivement la postposition est parfois utilisée seule, d’autres fois associée avec une certaine désinence qu’elle exige. Exemples :
- (fr) Les cambrioleurs ont profité de mon absence[40] ;
- (ro) Condițiile sunt stabilite de participanți (préposition seule) « Les conditions sont établies par les participants »[41], A reușit datorită voinței (préposition et désinence) « Il/Elle a réussi grâce à sa volonté »[42] ;
- (hr) Golub je sletio na krov « Le pigeon a volé sur le toit (préposition seule), Golub je na krovu « Le pigeon est sur le toit » (préposition et désinence)[43] ;
- (hu) Három nap múlva jövök haza (postposition seule) « Je rentre dans trois jours »[44], Imrén kívül senki sem volt pontos (postposition et désinence) « Personne n’a été à l’heure, sauf Imre »[45].

Dans certaines langues il y a juxtaposition, à caractère facultatif, entre proposition complément d’objet direct et proposition principale aussi, par exemple en anglais [She said (that) she would come today « Elle a dit qu’elle viendrait aujourd’hui »] ou en hongrois : Úgy hallottam, (hogy) már lehet a piacon kapni cseresznyét « J’ai entendu dire qu’il y avait déjà des cerises au marché ».
Le plus souvent, par contre, le rapport entre subordonnée et proposition principale se réalise par jonction à l’aide d’un mot-outil : conjonction ou locution conjonctive de subordination, pronom relatif ou adverbe relatif. Exemples :
- conjonction :
  - (ro) A spus că vine « Il/Elle a dit qu’il/elle viendrait »[48] ;
  - (hu) Oda jutott már, hogy senki sem hitelez neki « Il/Elle est arrivé(e) dans une situation où personne ne lui donne plus de crédit »[49] ;
- locution conjonctive : (ro) Dansează ca și cum ar pluti « Il/Elle danse comme s’il/si elle flottait »[50] ;
- pronom relatif :
  - (fr) Je choisirai dans ce livre un chapitre qui me paraît important[51] ;
  - (ro) Scrisoarea pe care am primit-o m-a alarmat « La lettre que j’ai reçue m’a alarmé(e) »[52] ;
- adverbe relatif :
  - (ro) Mă duc unde vrei « Je vais où tu veux »[53] ;
  - (sr) Bilo je to one večeri kad smo ispraćali baku na voz « C’était le soir où nous accompagnions grand-maman à la gare »[54].

En tant que procédé syntaxique de subordination, l’ordre des mots a une plus grande importance dans les langues où la déclinaison est inexistante ou réduite, par rapport aux langues où elle est riche. En latin, les phrases Agnum est lupus et Lupus est agnum ont le même sens grammatical, « Le loup mange l’agneau », le COD étant clairement exprimé par sa désinence, mais en français, seule la phrase Le loup mange l’agneau a ce sens, la permutation n’est pas possible.

### Procédés prosodiques
La prosodie, par l’intonation, l’accent et la pause, peut aussi intervenir dans l’expression de la subordination. L’intonation peut différencier les sens d’une phrase en provoquant ou non une rupture (pause) entre la proposition principale et la subordonnée. À l’écrit, la pause est en général exprimée par la virgule. Exemple :
- Il n’est pas parti parce qu’il avait peur (intonation ascendante jusqu’à pas, puis descendante jusqu’à la fin de la phrase, sans pause) vs
- Il n’est pas parti, parce qu’il avait peur (intonation ascendante, pause, intonation descendante).

En hongrois, dans les exemples suivants, l’intonation contribue, à côté d’autres éléments, à distinguer le sujet du complément du nom non marqué par un suffixe :
- A Népszabadság kulturális mellékletében közli, hogy… (intonation ascendante du sujet A Népszabadság suivi d’une pause) « (Le journal) Népszabadság, dans son supplément culturel, annonce que… » vs
- A Népszabadság kulturális mellékletében olvashatjuk, hogy… (intonation descendante du complément du nom A Népszabadság non suivi de pause) « Dans le supplément culturel de Népszabadság on peut lire que… ».

Par le même procédé on indique quel nom de la phrase est déterminé par une épithète :
- a hatalmas Budapesten található könyvtárak (intonation descendante de hatalmas non suivie de pause, épithète de Budapesten) « les bibliothèques se trouvant dans l’énorme Budapest » vs
- a hatalmas, Budapesten találhattó könyvtárak (intonation ascendante de hatalmas placé en tête de syntagme pour être mis en relief, suivi d’une pause, épithète de könyvtárak) « les énormes bibliothèques se trouvant à Budapest ».

## Sources bibliographiques
- (hu) A. Jászó, Anna, « Hangtan » [« Phonétique et phonologie »], A. Jászó, Anna (dir.), A magyar nyelv könyve [« Le livre de la langue hongroise »], 8e édition, Budapest, Trezor, 2007  (ISBN 978-963-8144-19-5), p. 73-162 (consulté le 13 mars 2019)
- (ro) Avram, Mioara, Gramatica pentru toți [« Grammaire pour tous »], Bucarest, Humanitas, 1997  (ISBN 973-28-0769-5)
- (hu) Balogh Judit, « A jelző és az értelmező » [« L’épithète, le complément déterminatif et l’apposition »], Keszler, Borbála (dir.), Magyar grammatika [« Grammaire hongroise »], Budapest, Nemzeti Tankönyvkiadó, 2000,  (ISBN 978-963-19-5880-5), p. 449-465 (consulté le 13 mars 2019)
- (hr) Barić, Eugenija et al., Hrvatska gramatika [« Grammaire croate »], 2de édition revue, Zagreb, Školska knjiga, 1997,  (ISBN 953-0-40010-1)
- (ro) Bărbuță, Ion et al. Gramatica uzuală a limbii române [« Grammaire usuelle du roumain »], Chișinău, Litera, 2000,  (ISBN 9975-74-295-5) (consulté le 13 mars 2019)
- Boxus, Anne-Marie, Précis de grammaire latine (consulté le 13 mars 2019)
- (en) Bussmann, Hadumod (dir.), Dictionary of Language and Linguistics [« Dictionnaire de la langue et de la linguistique »], Londres – New York, Routledge, 1998,  (ISBN 0-203-98005-0) (consulté le 13 mars 2019)
- (cnr) Čirgić, Adnan ; Pranjković, Ivo ; Silić, Josip, Gramatika crnogorskoga jezika [« Grammaire du monténégrin »], Podgorica, Ministère de l’Enseignement et des Sciences du Monténégro, 2010  (ISBN 978-9940-9052-6-2) (consulté le 13 mars 2019)
- (ro) Constantinescu-Dobridor, Gheorghe, Dicționar de termeni lingvistici [« Dictionnaire de termes linguistiques »], Bucarest, Teora, 1998 ; en ligne : Dexonline (DTL) (consulté le 13 mars 2019)
- (en) Crystal, David, A Dictionary of Linguistics and Phonetics [« Dictionnaire de linguistique et de phonétique »], 4e édition, Blackwell Publishing, 2008  (ISBN 978-1-4051-5296-9) (consulté le 17 avril 2023)
- (hu) Cs. Nagy, Lajos, « A szóalkotás módjai » [« Formation des mots »], A. Jászó, Anna (dir.), A magyar nyelv könyve [« Le livre de la langue hongroise »], 8e édition, Budapest, Trezor, 2007  (ISBN 978-963-8144-19-5), p. 293-319 (consulté le 13 mars 2019)
- Dubois, Jean et al., Dictionnaire de linguistique, Paris, Larousse-Bordas/VUEF, 2002 (consulté le 17 avril 2023)
- (hu) Gerstner, Károly, « 16. fejezet – A magyar nyelv szókészlete » [« Chapitre 16 – Lexique de la langue hongroise »], Kiefer, Ferenc (dir.), Magyar nyelv [« Langue hongroise »], Budapest, Akadémiai Kiadó, 2006,  (ISBN 963-05-8324-0), p. 306-334 (consulté le 17 avril 2023)
- Grevisse, Maurice, Le bon usage. Grammaire française, 8e édition, Gembloux (Belgia), Duculot, 1964
- Grevisse, Maurice et Goosse, André, Le Bon Usage. Grammaire française, Bruxelles, De Boeck Université, 2007, 14e édition,  (ISBN 978-2-8011-1404-9) (consulté le 17 avril 2023)
- (hu) Kálmánné Bors, Irén et A. Jászó, Anna, « Az egyszerű mondat » [« La phrase simple »], A. Jászó, Anna (dir.), A magyar nyelv könyve [« Le livre de la langue hongroise »], 8e édition, Budapest, Trezor, 2007,  (ISBN 978-963-8144-19-5), p. 345-436 (consulté le 13 mars 2019)
- Kalmbach, Jean-Michel, Phonétique et prononciation du français pour apprenants finnophones, version 1.1.9., Université de Jyväskylä (Finlande), 2013,  (ISBN 978-951-39-4424-7) (consulté le 13 mars 2019)
- (hu) Karakai, Imre, Francia nyelvtan magyaroknak [« Grammaire française pour Hongrois »], 6e édition, mise à jour le 2 décembre 2013 (consulté le 13 mars 2019)
- (hu) Király, Lajos et A. Jászó, Anna, « Az összetett mondat » [« La phrase complexe »], A. Jászó, Anna (dir.), A magyar nyelv könyve [« Le livre de la langue hongroise »], 8e édition, Budapest, Trezor, 2007,  (ISBN 978-963-8144-19-5), p. 437-476 (consulté le 13 mars 2019)
- (sr) Klajn, Ivan, Gramatika srpskog jezika [« Grammaire de la langue serbe »], Belgrade, Zavod za udžbenike i nastavna sredstva, 2005  (ISBN 86-17-13188-8) (consulté le 17 avril 2023)
- (en) Rounds, Carol, Hungarian: an Essential Grammar [« Grammaire fondamentale du hongrois »], Londres / New York, Routledge, 2001  (ISBN 0-203-46519-9) (consulté le 17 avril 2023)